# 小行星1062
小行星1062（1062 Ljuba）是一颗围绕太阳公转的小行星。1925年10月11日，谢尔盖·别利亚夫斯基在克里米亚发现了此天体。
該小行星以蘇聯空降兵柳芭·柏林（Lyuba Berlin）命名。
这颗小行星的绝对星等为9.86等。